# Bembo (televizijski lik)
Bembo je bio junak emisije Dizalica i popularni hrvatski lik za djecu koji se uspješno nosio s industrijski generiranim serijama poput Teletubbies-a i Pokemon-a. U emisiji Dizalica snimljeno je i prikazano je 28 epizoda igrane serije "Bembove priče".
Gostovao je u emisiji Žutokljunac.